# Veldtocht langs de Maas

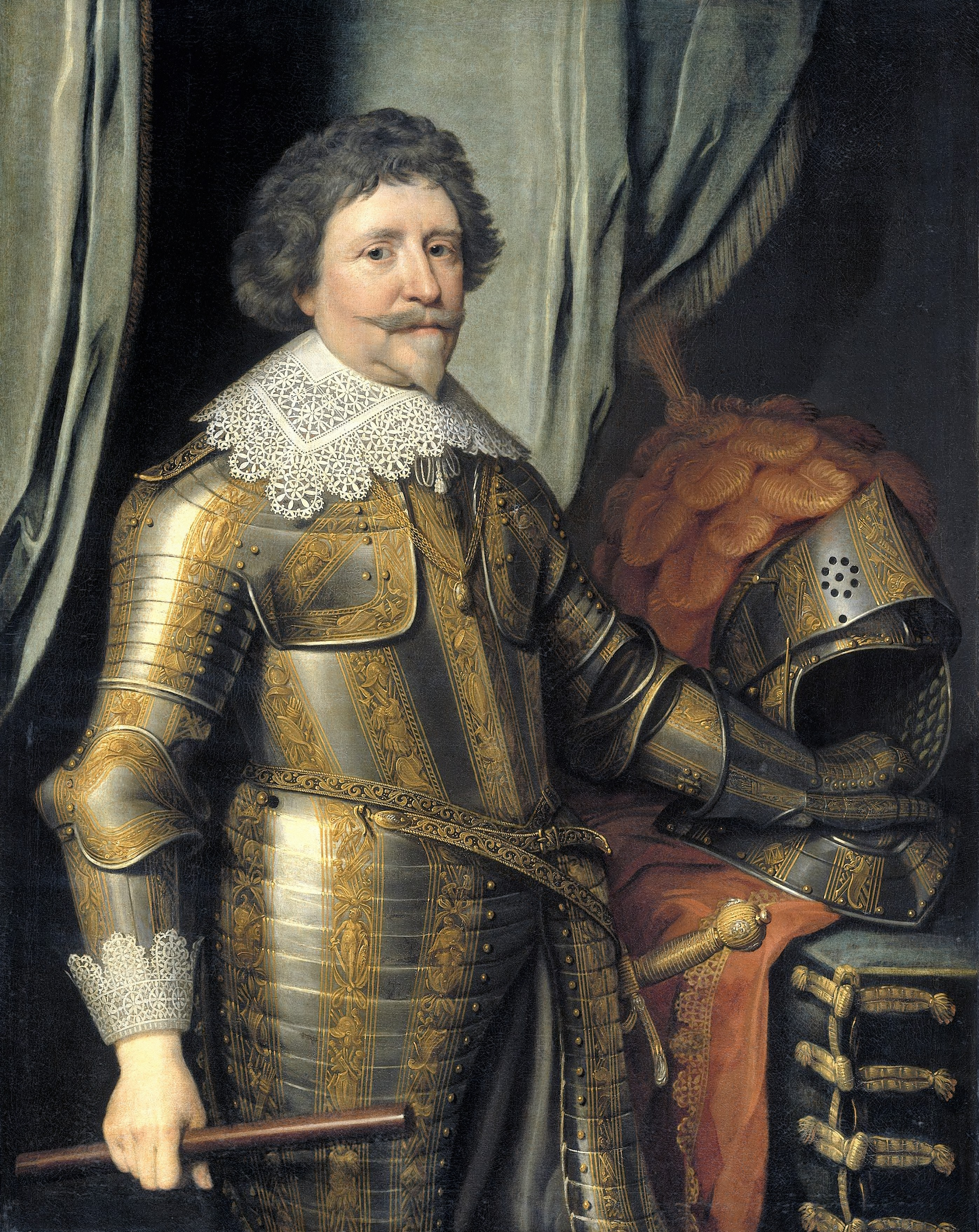
Prins Frederik-Hendrik

Militaire situatie in de Nederlanden in 1629.
Republiek der Zeven Verenigde Nederlanden
Spaanse Nederlanden
Prinsbisdom Luik

De Veldtocht langs de Maas was een militaire operatie van de Republiek der Zeven Verenigde Nederlanden in 1632, tijdens de Tachtigjarige Oorlog. De aanvoerder van de Staatse troepen was Frederik Hendrik.

## Aanleiding
De veldtocht werd mede mogelijk gemaakt door de Samenzwering der Edelen: het overlopen naar Staatse zijde van enkele vooraanstaande Zuid-Nederlandse edelen, onder leiding van Hendrik van den Bergh (luitenant-generaal van het Leger van Vlaanderen) en François Carondelet (deken van Kamerijk). Deze edelen waren misnoegd over de inperking van hun macht doordat de Vlaamsgezinden in 1628 uit de regering waren gezet en vervangen door een Raad voor Vlaanderen en Bourgondië en twee volledig uit Spanjaarden bestaande junta's, zodat de inheemse adel buitenspel werd gezet. Zij wilden dat de Republiek en Frankrijk de Zuidelijke Nederlanden zouden verdelen om het Spaanse bewind er te verdrijven. Stadhouder Frederik Hendrik zag wel brood in het bondgenootschap en bereidde een veldtocht voor om de vestingen langs de Maas in te nemen.

## Veldtocht langs de Maas
Op 1 juni 1632 vertrokken Frederik Hendrik en Ernst Casimir met een leger van 17.000 man voetvolk en 3.000 ruiters van de Mokerheide zuidwaarts. De veldtocht ging door Opper-Gelre en de Brabantse Landen van Overmaze, langs de rivier de Maas. Onderweg werden binnen één week de versterkte steden Venlo (1–4 juni), Roermond (2–5 juni, waarbij Ernst Casimir sneuvelde), Erkelenz, Maaseik, Sittard en Straelen veroverd. De veldtocht eindigde met het Beleg van Maastricht (9 juni – 22 augustus 1632), dat door de Staatsen gewonnen werd. Het Spaanse garnizoen van Maastricht à 3000 man was niet opgewassen tegen de 17.000 infanteristen en cavaleristen onder leiding van Frederik Hendrik, Hendrik Casimir I van Nassau-Dietz, Willem van Nassau-Siegen en Johan Maurits van Nassau-Siegen.

## Na de veldtocht
Hoewel de verovering van de drie vestingsteden aan de Maas een militair succes was, bleven verdere diplomatieke successen uit. De Staten-Generaal van de Zuidelijke Nederlanden keerden zich niet massaal tegen Spanje zoals de Republiek had gehoopt. Onderhandelingen in Den Haag in december 1632 leverden niets op, er kwam geen vredesverdrag tussen het rebelse Noorden en het Spanjegetrouwe Zuiden.
Een jaar na de veldtocht volgde in 1633 het Beleg van Rijnberk. De Staatsen veroverden Rijnberk, waarmee voorgoed een einde kwam aan de Spaanse plannen voor een Rijn-Maaskanaal om de Duitse handel met Holland af te buigen naar Spaans-Brabant. Een ambitieus plan om Brussel te veroveren is nooit uitgevoerd. In 1635 deden de Fransen en Staatsen ten slotte een gezamenlijke verwoestende aanval op Tienen, waarvoor en waarna ook verscheidene andere Zuid-Brabantse en Luikse steden zich overgaven, maar men faalde vervolgens Leuven in te nemen en moest zich terugtrekken door groot gebrek aan voedselvoorraden. Frederik Hendrik verlegde zijn aandacht naar Noord-Vlaanderen en Noord-Brabant, waar hij in 1637 Breda veroverde, maar hij moest tegelijkertijd het verlies van Venlo en Roermond incasseren. De enig overgebleven winst van de Maasveldtocht waren Maastricht en de omliggende landjes en streken (de Landen van Overmaas). In de tweeherige stad Maastricht deelden de Staten-Generaal tot 1794 de soevereiniteit met de bisschop van Luik. De Landen van Overmaas zouden bij het Partagetraktaat van 1661 worden opgedeeld in Staats-Overmaas - en Spaans-Overmaas gebied.